# Scymnus interruptus
Scymnus interruptus és un coleòpter paleàrtic pertanyent a la família dels coccinèl·lids.

## Etimologia
- Scymnus: prové de la paraula grega Σκύμνος (skymnos), que vol dir cadell.[2]
- interruptus: és el participi del verb interrompre en llatí. Degut a la franja ataronjada a cada èlitre que no arriba a tocar-se.[2]

## Descripció
Microccocinèl·lid d'uns 1,5 a 2,2 mm de llargària. El disseny més comú d'aquesta espècie presenta el cos negre amb una taca lateral ataronjada o rogenca en la meitat anterolateral de l'èlitre, que no toca la base ni la sutura. Moltes variacions poden observar-se, ja siga per augment de les zones clares, les que poden arribar a deixar només la sutura o la zona negra entorn de l'escutel, o per disminució de la taca clara quedant aquesta reduïda a xicotets fragments en la vora lateral i sobre l'húmer. El pronot normalment negre pot també tenyir-se de groc o ataronjat parcialment o totalment. La seua variabilitat cromàtica li ha significat ser descrita per més d'una dotzena d'autors diferents. Els aparells genitals del mascle i de la femella són característics, especialment l'espina en l'àpex del penis, i permeten confirmar la identificació de l'espècie. S. interruptus es distingeix fàcilment de les altres espècies del gènere Scymnus per les línies postcoxals. Les larves presenten una sèrie d'excrecions cèries blanquinoses que es creu que les ajuda a evitar atacs de formigues ramaderes de pugó i altres depredadors.

## Distribució i hàbitat
Aquesta espècie es distribueix originalment en zones mediterrànies d'Europa, Àsia Menor i nord d'Àfrica, i en menor mesura a Àsia Oriental, incloent entre d'altres països a Regne Unit, Espanya, Portugal, França, Alemanya, Àustria, Itàlia, Rússia meridional, Sibèria i les illes atlàntiques de Madeira, Canàries i les Açores. Va ser introduïda sense èxit als Estats Units (Califòrnia) des de França el 1978 i 1979.
En la seua àrea d'origen sol ser una de les espècies de coccinèl·lids més abundants, especialment en les zones cultivades amb plantacions de cítrics i a l'olivar.

## Biologia
S'ha esmentat que, tant les larves com els adults són voraços depredadors d'àfids, específicament al pugó verd dels cítrics (Aphis spiraecola) i al pugó del cotoner (Aphis gossypii), també s'ha documentat que depreda al pugó del llúpol (Phorodon humuli). Així, com de l'aranya roja (Tetranychus urticae) i algunes cotxinilles. Aquesta espècie exerceix un important control biològic sobre les seues poblacions durant l'estiu, particularment en els cultius de cítrics.
Així, la implantació d'una coberta vegetal als camps de cítrics, concretament de poàcies entre línies pot ser clau per a millorar la gestió de pugons. Aquesta coberta vegetal anticipada l'arribada dels depredadors en els camps de clementiners. Aquesta estratègia de control biològic per conservació, persegueix aportar preses alternatives per als enemics naturals de les diverses espècies de pugons en moments molt primerencs de l'any i abans que es produïsca la brotada del cultiu. Les espècies de pugons associades a la coberta vegetal, són específiques de les espècies de poàcies pel que no colonitzen mai el cultiu de cítrics però sí provoquen una presència primerenca dels enemics naturals, de manera que millora el control biològic dels pugons.